# Kachanayakanahalli, Hassan
Kachanayakanahalli là một làng thuộc tehsil Hassan, huyện Hassan, bang Karnataka, Ấn Độ.